# Metrofilia
La metrofilia es una afición de las personas a los trenes y metros, y que puede llegar a influir en el ámbito psicológico de la persona, convirtiéndose ésta en una enfermedad. La metrofilia está presente en casi todos los metrófilos y aunque no es dañina, genera un desorden en los pensamientos de la persona, llegando a hacerla pensar todo el tiempo en trenes y metros. Metrofilia es una palabra inventada en Chile y aún no se reconoce como una palabra dentro del diccionario español.
- Datos: Q2880867